# 圣梅尔
圣梅尔（法語：Sainte-Mère，法語發音：[sɛ̃t mɛʁ]）是法国热尔省的一个市镇，位于该省北部偏东，属于孔东区和热尔洛马涅市镇公共社区。

## 地理
圣梅尔（44°0'17"N, 0°40'11"E）面积9.43 平方千米，位于法国奧克西塔尼大區热尔省，该省份为法国西南部内陆省份，北起顺时针与洛特-加龙省、塔恩-加龙省、上加龙省、上比利牛斯省、大西洋比利牛斯省和朗德省接壤。
与圣梅尔接壤的市镇（或旧市镇、城区）包括：卡斯泰阿鲁伊、然布雷德、莱克图尔、米拉杜、圣阿维弗朗达、桑佩塞尔。
圣梅尔的时区为UTC+01:00、UTC+02:00（夏令时）。

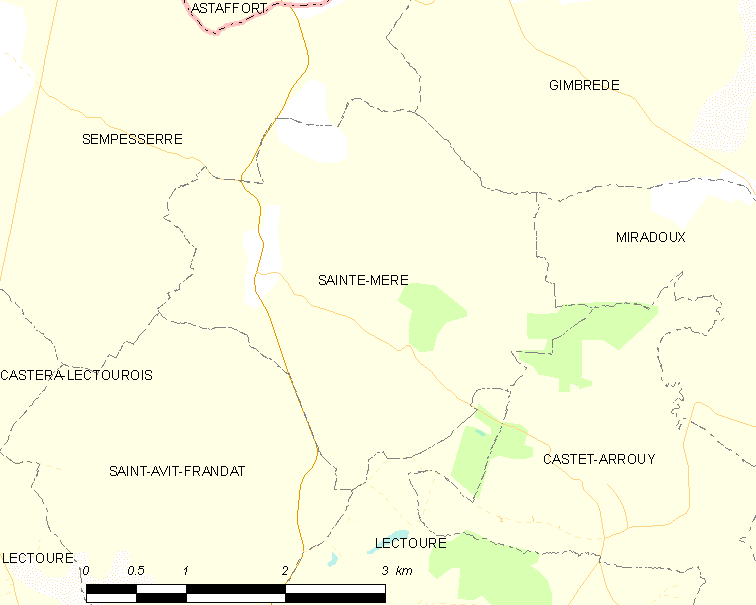
圣梅尔的OSM定位图

## 行政
圣梅尔的邮政编码为32700，INSEE市镇编码为32395。

## 政治
圣梅尔所属的省级选区为莱克图尔-洛马涅县。

## 交通
法国国道N21线和热尔省省道D218线在圣梅尔境内交汇。

## 人口

1962-2008年间圣梅尔人口变化图示

圣梅尔于2022年1月1日时的人口数量为204人。